# Nslookup
nslookup is een netwerkgereedschap dat gebruikt wordt om DNS-servers te ondervragen en zodoende informatie te vergaren over onder meer de MX-records en nameservers (NS) van een domein. De naam is een afgeleide van name server lookup. nslookup is onderdeel van de BIND-tools. Veelal wordt in plaats van nslookup gebruikgemaakt van de tools host en dig.